# Dzianisz
Dzianisz est une localité polonaise de la gmina de Kościelisko, située dans le powiat des Tatras en voïvodie de Petite-Pologne.